# All Things Bright and Beautiful (Owl City)
All Things Bright and Beautiful is het derde studioalbum van Owl City. Young nam van juli 2010 tot januari 2011 vijftien liedjes op.

## Tracklist
| Nr. | Titel                                       | Schrijver(s)            | Duur |
| --- | ------------------------------------------- | ----------------------- | ---- |
| 1.  | The Real World                              | A. Young                | 3:55 |
| 2.  | Deer in the Headlights                      | A. Young                | 3:01 |
| 3.  | Angels                                      | A. Young                | 3:40 |
| 4.  | Dreams Don't Turn To Dust                   | A. Young                | 3:45 |
| 5.  | Honey and the Bee (featuring Breanne Düren) | A. Young                | 3:45 |
| 6.  | Kamikaze                                    | A. Young                | 3:28 |
| 7.  | January 28, 1986                            | A. Young                | 0:38 |
| 8.  | Galaxies                                    | A. Young                | 4:03 |
| 9.  | Hospital Flowers                            | A. Young                | 3:39 |
| 10. | Alligator Sky (featuring Shawn Chrystopher) | A. Young/S. Chrystopher | 3:05 |
| 11. | The Yacht Club (featuring Lights)           | A. Young                | 4:33 |
| 12. | Plant Life                                  | A. Young/M. Thiessen    | 4:11 |

| Nr. | Titel                | Schrijver(s) | Duur |
| --- | -------------------- | ------------ | ---- |
| 13. | How I Became The Sea | A. Young     | 4:25 |
| 14. | Alligator Sky        | A. Young     | 3:18 |

## Hitnoteringen

### NederlandseAlbum Top 100
| Hitnotering: 18-06-2011 | Hitnotering: 18-06-2011 | Hitnotering: 18-06-2011 |
| Week:                   | 1                       |                         |
| ----------------------- | ----------------------- | ----------------------- |
| Positie:                | 100                     | uit                     |

### VlaamseUltratop 100Albums
| Hitnotering: 25-06-2011 | Hitnotering: 25-06-2011 | Hitnotering: 25-06-2011 |
| Week:                   | 1                       |                         |
| ----------------------- | ----------------------- | ----------------------- |
| Positie:                | 78                      | uit                     |